# Czerpnia powietrza
Czerpnia powietrza - miejsce czerpania zewnętrznego powietrza dla urządzeń wentylacyjnych lub klimatyzacyjnych. Czerpnie mogą być umieszczone w ścianie budynku, na dachu lub też w postaci wolno stojących czerpni w pewnej odległości od budynku. 